# Rohovník obecný
Rohovník obecný (Ceratonia siliqua) je strom z čeledi bobovité. Jeho plody se nazývají karob nebo svatojánský chléb.

## Popis
Rohovník obecný je stálezelený, malý až středně velký strom, dorůstající výšky až 10 (výjimečně až 16) metrů. Koruna bývá hustá a polokulovitá, kmen tlustý, s hrubou hnědou borkou. Listy dosahují délky 10 až 20 cm, jsou sudozpeřené nebo lichozpeřené, složené ze 4 až 10 párů většinou vstřícných lístků. Jednotlivé lístky jsou kožovité, vejčité až eliptické, 3 až 7 cm dlouhé, na líci tmavě zelené a lesklé, na rubu světle zelené. Palisty jsou drobné nebo nezřetelné. Květy jsou drobné, načervenale zelené, uspořádané v hustých, jehnědovitých klasech. Kalich je diskovitý, pětičetný, s nektárii. Koruna chybí. V jednopohlavných květech jsou přítomny zakrnělé zbytky opačného pohlaví. Semeník je srostlý ze 2 plodolistů obsahujících po několika vajíčkách. Tyčinek je 5. Plodem je kožovitý nepukavý lusk. Plody jsou 10 až 30 cm dlouhé, 1,5 až 3,5 cm široké a asi 1 cm tlusté. Za zralosti jsou tmavě hnědé. Semena jsou velmi tvrdá, zploštěle vejcovitá, uložená ve sladké dužnině.

## Původ a rozšíření
Rohovník obecný je stará kulturní rostlina a jeho původ není s jistotou znám. Za oblast původu je považováno buď východní Středomoří (Turecko a Sýrie) nebo Arabský poloostrov. Staří Řekové jej rozšířili do Řecka a Itálie, Arabové podél severoafrického pobřeží. V současnosti je vlivem pěstování planě rozšířen po celém Středomoří, dále podél západního pobřeží USA a Mexika, v Chile, jihoafrickém Kapsku a jižních oblastech Austrálie. Do USA byl dovezen v roce 1854. Ve Středomoří náleží k charakteristickým složkám makchií v nadmořských výškách do 500 metrů, řidčeji i výše.

## Ekologické interakce
Rohovník je obvykle dvoudomý strom, což je v rámci bobovitých neobvyklé. Květy jsou zpočátku oboupohlavné, v průběhu vývoje je jedno pohlaví potlačeno a zakrní. Existují ale i formy s květy oboupohlavnými.
Rohovník je jediný středomořský strom s hlavní dobou květu v podzimním období. Podobně kvete i asijský lokvát japonský, který se ve Středomoří rovněž pěstuje.
Květy rohovníku jsou opylovány hmyzem, zejména včelami, vosami, mouchami a nočními motýly, rovněž však i větrem. Samčí i samičí květy obsahují nektar.

## Plody

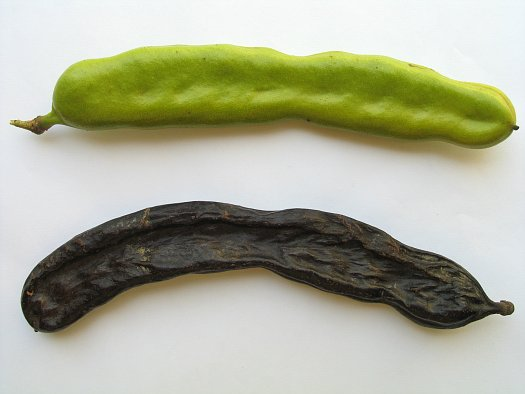
Zelené a sušené plody karobu

Plody (struky) rohovníku se pod názvem karob používají v potravinářství a ve Středomoří i ke krmení dobytka. Mají nasládlou chuť, neobsahují kofein ani jiné psychoaktivní látky a často se používají jako hypoalergenická náhrada mouky při bezlepkové dietě a ke kojenecké výživě. Slouží též jako náhrada kakaa v zákuscích a zmrzlinách. Konzumuje se struk bez zrníček.
V Chorvatsku (např. na ostrově Mljet v Dalmácii) se z plodů vyrábí pálenka.
Z plodů se taktéž izoluje karobová guma, která je povoleným přírodním potravinovým aditivem s číslem E 410.

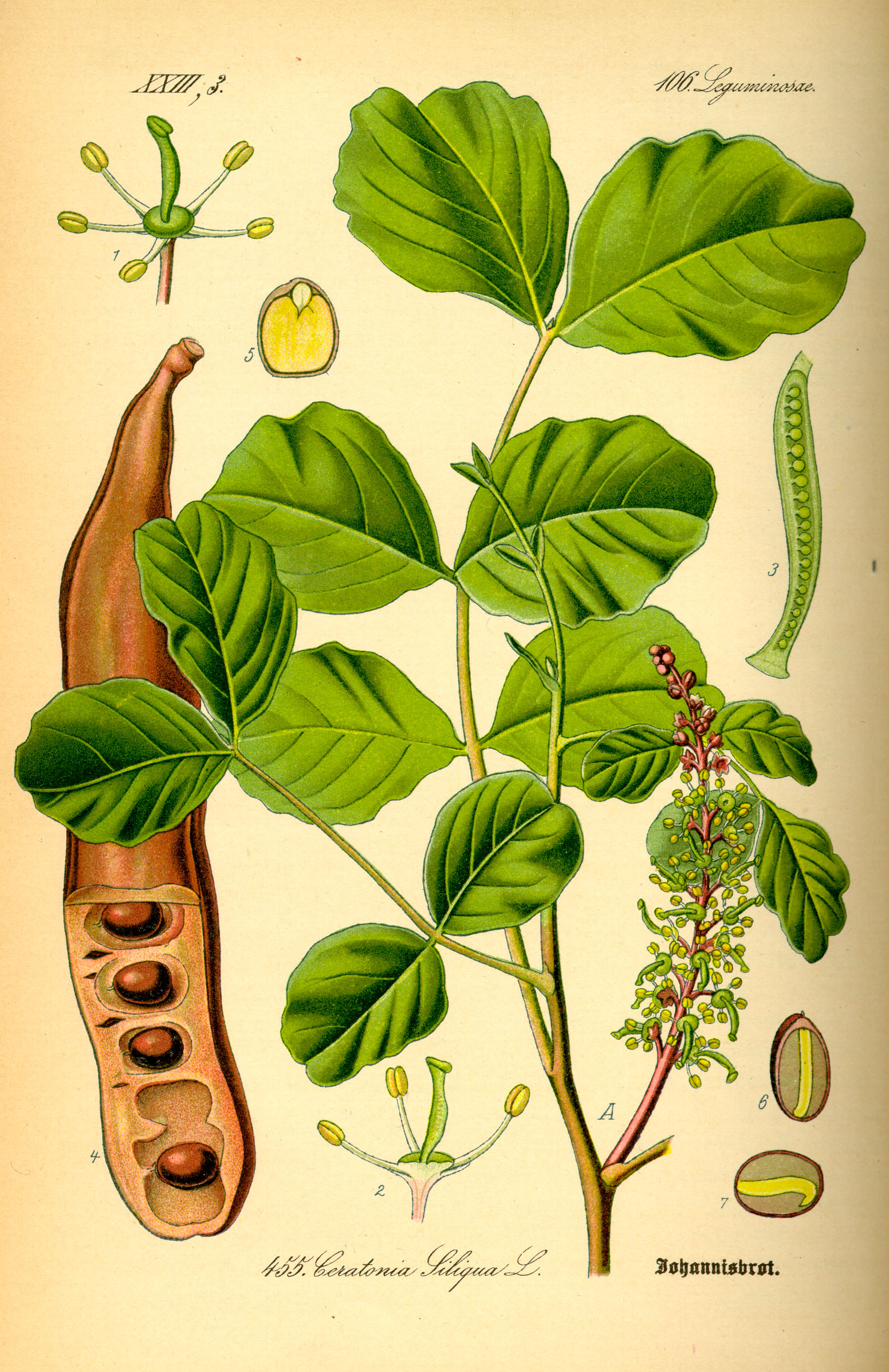
Rohovník obecný

Semena se ve Středomoří v minulosti používala jako závaží. Z hmotnosti semen tohoto stromu byla odvozena jednotka hmotnosti, v níž se udává hmotnost drahých kamenů, klíčová pro jejich ocenění. Důvodem je skutečnost, že velikost a váha těchto semen je poměrně uniformní a v uvedené oblasti světa jsou běžně dostupná. Semena dostala v arabštině jméno kharrub, v řečtině kerátion, z čehož vznikl i český název „karát“. Tento systém byl posléze standardizován a 1 karát byl definován jako 0,2 gramu.
V pozdním římském období vážila mince z ryzího zlata známá jako solidus 24 těchto semen (asi 4,5 g). Tak se stal karát měřítkem ryzosti zlata. 24karátové zlato je tedy 100% ryzí, zatímco 12 karátů znamená, že slitina obsahuje pouze 50 % zlata.

## Název
Svůj název svatojánský chléb získaly plody rohovníku (potažmo i strom sám) podle některých biblických překladů toho, čím se živil Jan Křtitel během svého pobytu v judské poušti.